# Charles Courtry
Charles Courtry (1846-1897) est un graveur et illustrateur français.
Le Dictionnaire Bénézit le présente comme « l'un des meilleurs aquafortistes du XIXe siècle »,.

## Biographie
Spécialiste de l'eau-forte, il a collaboré à diverses revues, comme la Gazette des beaux-arts, L'Artiste, le Musée universel (1873-1878) et Paris à l'eau-forte.
Il a aussi illustré des ouvrages, comme l'œuvre collective Sonnets et eaux-fortes (1869), L'Abbé Tigrane de Ferdinand Fabre, Scènes de la vie de bohème de Henry Murger et les deux recueils de voyage d'Eugène Fromentin d'abord publiés en feuilletons dans La Revue de Paris (1854) — Une année dans le Sahara (1857) — et dans L'Artiste (1857) puis dans la Revue des deux Mondes (1858) — Une année dans le Sahel (1859) — qui donneront lieu à une réédition en 1887 avec les deux textes, les illustrations de Courtry et de nouvelles de Paul-Edme Le Rat.
Il a été nommé chevalier de l'Ordre national de la Légion d'honneur en  1881.

## Élèves
- Fabien Henri Alasonière
- Émile Daumont[12]
- Lucien Dautrey
- Eugène Decisy
- Henri Émile Lefort

## Publications
- Boutet embêté par Courtry, recueil de poèmes de Courtry, qu'il a lui-même illustrés, avec la collaboration de Henri Boutet (Bibliothèque Artistique et Littéraire, 1896)[13]
- Les jades, recueil de gravures de Henri Guérard, Charles Courtry, Géry-Bichard, Émile Sulpis, Rodolphe Eugène Piguet, P. Le Rat (Paris, [s.n.], 1892)[14]